# Walter von Oepen
Walter von Oepen, nemški rokometaš, * 20. marec 1954.
Leta 1976 je na poletnih olimpijskih igrah v Montrealu v sestavi nemške rokometne reprezentance osvojil četrto mesto.